# Ottavio Bottecchia
Ottavio Bottecchia (født 1. august 1894, død 14. juni 1927), var en italiensk cykelrytter, og den første italienske vinder af Tour de France. Han vandt løbet to gange, i 1924 og 1925. 
Under en træningstur i 1927 blev han fundet hårdt kvæstet på vejen, og han døde på hospitalet i Gemona kort efter indlæggelsen. Hans cykel var uskadt, og der var mistanke om, at han var blevet myrdet. Sagen er aldrig blevet opklaret, men rygterne gik på at det var fascisterne der havde slået Botthecchia ihjel, da de ikke brød sig om at en socialist som ham nød så stor succes og anerkendelse.